# Henry C. Hart Manufacturing Company
Henry C. Hart Manufacturing Company war ein US-amerikanisches Unternehmen.

## Unternehmensgeschichte
Das Unternehmen wurde im November 1884 in Detroit in Michigan gegründet. Als Vorgänger gelten Clark Hardware Company und Henry C. Hart & Company. Henry C. Hart leitete das Unternehmen. Es stellte Teile für Eisenbahnen her, aber auch Tresore und Spielzeug.
Am 14. August 1891 zerstörte ein Feuer das Werk. Zu dieser Zeit beschäftigte das Unternehmen 350 Personen. Am 15. November 1894 wurde die Eisenbahnabteilung an die Dayton Manufacturing Company verkauft.
Bereits Anfang 1894 experimentierte Hart mit Ottomotoren und erhielt mehrere Patente. Am 15. Juli 1897 gründete er die Hart Motor Company zur Motorenherstellung. 1898 stellte er mehrere Automobile her. Der Markenname lautete Hart.
Im Oktober 1898 übernahm die Ideal Manufacturing Company das Unternehmen. 1899 wurde es aufgelöst.

## Fahrzeuge
Die Fahrzeuge hatten Ottomotoren der Hart Motor Company.